# Spichlerz folwarczny w Krzeszowicach
Spichlerz folwarczny w Krzeszowicach – spichlerz folwarczny w Krzeszowicach z 1848. 
Murowany budynek (spichlerz folwarczny i wozownia) z najbliższym otoczeniem został wpisany do rejestru zabytków nieruchomych województwa małopolskiego.
Wybudowany przez Potockich ok. 1848. Wysokość wieży spichlerza wynosi ok. 16 m. Od strony wschodniej i południowej przylegają dawne wozownie. W latach 2007–2013 wykonana została rekompozycja obiektu przez osobę prywatną. Łączna powierzchnia obiektu wynosi 1000 m² i składa się z 8 pomieszczeń. Na północ od obiektu znajduje się XIX-wieczny park Potockich, od strony południowej DK79.